# Sonate pour quatre cors de Hindemith
La Sonate pour quatre cors est une œuvre de Paul Hindemith composée en 1952.

## Présentation
Écrite pour quatuor de cors, la « fort belle » Sonate pour quatre cors est composée par Hindemith en 1952,. C'est une œuvre « assez légère dans un style simple, dont les trois mouvements peuvent être joués séparément si on le désire, bien qu'ils présentent des similitudes mélodiques distinctes et que les deux premiers soient nettement liés ».
La Sonate est créée à Vienne en juin 1953 par des membres de l'Orchestre symphonique de Vienne.
La partition est publiée par Schott.

## Structure
La Sonate pour quatre cors, d'une durée moyenne d'exécution de quinze minutes environ, comprend trois mouvements de dimensions inégales :
1. Fugato, un court mouvement lent, sorte de petit fugato d'introduction[1],[2] ;
2. Lebhaft, un allegro qui allie forme sonate et écriture fuguée[1], avec ses « deux sujets [qui] sont réexposés en ordre inverse et dont la partie médiane, une fantaisie libre, n'est pas construite sur ces sujets mais sur le thème du fugato[2] » ;
3. Variationen über « Ich schell mein Horn », long finale consistant en des variations sur le vieux lied Ich schell mein Horn in Jammers Ton (« Je sonne de mon cor dans le ton d'une plainte »[1]), et dont l'une des variations « se fait une fois encore, mais moins perceptiblement, l'écho du thème fugato[2] ».

## Discographie
- Paul Hindemith : Heckelphone-Trio op. 47, Clarinet Quartet (1938), Sonata for 4 Horns (1952), Ensemble Villa Musica, MDG, 1995.